# Голяхов, Алексей Вячеславович
Алексей Вячеславович Голяхов (род. 26 сентября 1984, Куйбышев, СССР) — российский профессиональный баскетболист и тренер, игравший на позиции разыгрывающего защитника.

## Игровая карьера
Воспитанник самарского баскетбола, в школьные годы трижды выигрывавший с местными командами детские чемпионаты России, свою профессиональную карьеру Голяхов начал в фарм-клубах казанского УНИКСа и зареченского «Союза», затем выступал за «Химки-2» и в середине сезона 2003/2004 дебютировал в основном составе «Химок» — к тому моменту одного из лидеров российского баскетбола, — заменив травмированного Василия Карасёва. В 2004 году принял участие в финальной стадии юношеского (до 20 лет) чемпионата Европы в составе сборной России.
В 2006 году Голяхов перешёл в «Динамо» (Московская область), а в сезоне 2007/2008 выступал на Украине, в том числе приняв в составе БК «Одесса» участие в отборочном этапе Кубка Вызова ФИБА.
Вернувшись в Россию, он играл за «Автодор» и «Рязань», прежде чем перейти в «Спартак-Приморье». В составе этой команды он выиграл российскую Суперлигу в сезоне 2010/2011, а на следующий год стал финалистом Кубка России.
Голяхов выступал в составе владивостокского клуба до января 2015 года, когда с ним снова подписал контракт на полтора сезона «Автодор». К моменту перехода Голяхов был вторым по результативности бомбардиром Суперлиги, набирая в среднем за игру 20,8 очка. С саратовской командой Алексей дошёл до плей-офф Кубка вызова ФИБА, где проиграл будущим финалистам — турецкому «Трабзонспору». В розыгрыше Единой лиги ВТБ «Автодор» также оступился в четвертьфинале, проиграв «Химкам». В июне 2015 года Голяхов и саратовский клуб достигли договорённости о досрочном расторжении контракта по обоюдному согласию сторон.
В августе 2015 года перешёл в ПСК «Сахалин». В составе команды стал чемпионом Суперлиги-1 дивизион. В среднем за игру Голяхов проводил на площадке 23 минуты, набирая 10 очков, совершая 3,7 передач, 1,3 перехвата и 3,2 подбора.
Летом 2016 года Алексей продлил контракт с «Сахалином» ещё на один год, а также стал капитаном команды. В сезоне 2016/2017 провёл 32 матча в Суперлиге и Кубке России, в среднем за игру набирая 9,8 очка, 2,6 подбора и 3,4 передачи.
В августе 2017 года стал игроком «Самары». В составе команды стал серебряным призёром Суперлиги-1 дивизион, а также был признан лучшим атакующим защитником турнира.
С 2018 года играл за сахалинский «Восток-65», был капитаном команды, с которой в сезоне 2019/20 стал полуфиналистом, а в сезоне 2020/21 — финалистом Кубка России. В 2020/21 был также признан лучшим атакующим защитником турнира.

## Карьера тренера

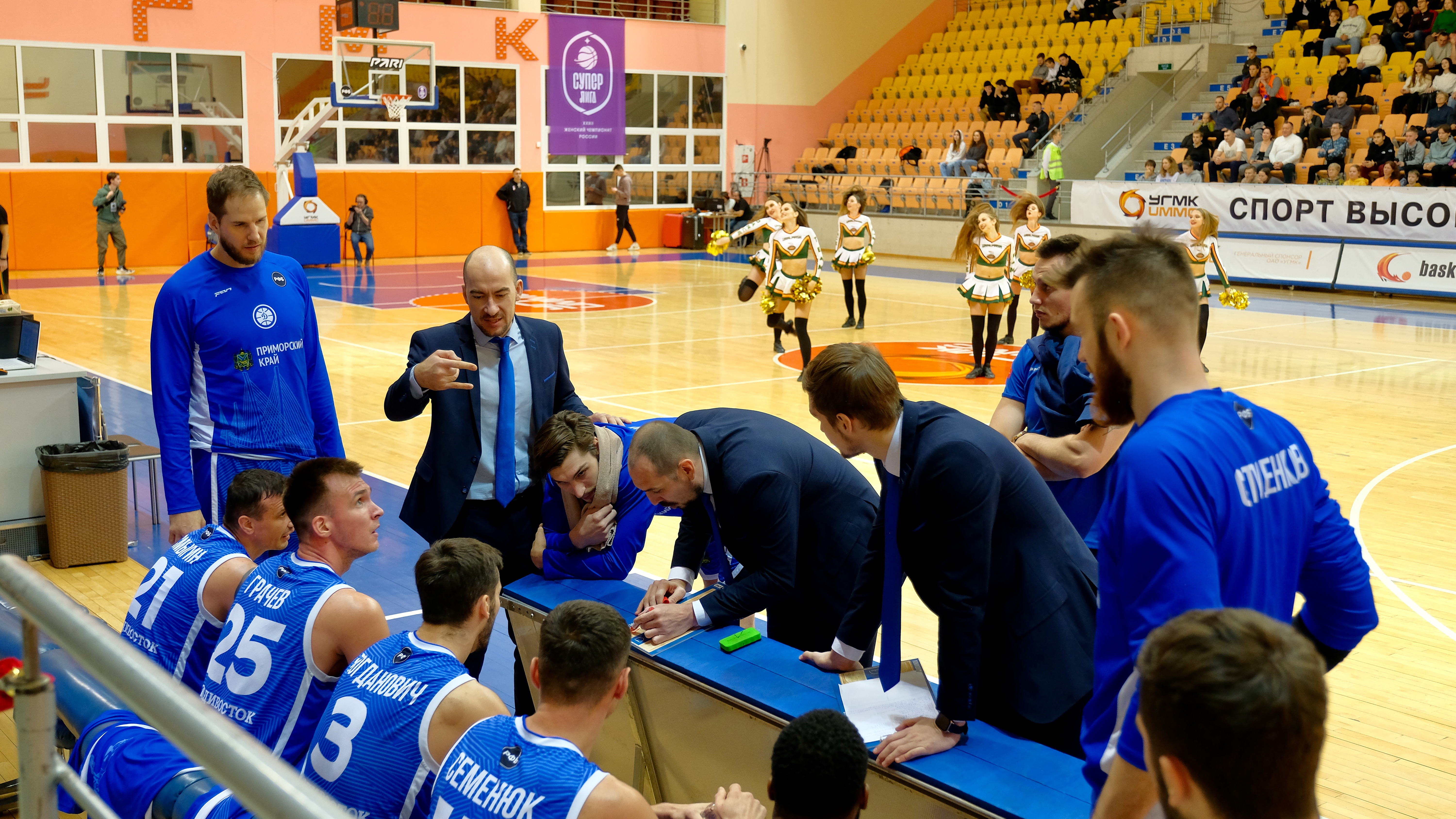
Алексей Голяхов во главе тренерского штаба «Динамо» (Владивосток)

В августе 2021 года Голяхов был назначен главным тренером новообразованного баскетбольного клуба «Динамо» (Владивосток).
Перед началом сезона 2023/2024 Голяхов перешёл на должность старшего тренера владивостокского «Динамо». В этом сезоне команда впервые стала чемпионом Суперлиги.
В октябре 2024 года Голяхов вновь был назначен главным тренером «Динамо» (Владивосток), но в феврале 2025 года был переведён на должность старшего тренера.

## Достижения

### Как игрок
- Чемпион Суперлиги (2): 2010/2011, 2015/2016
- Серебряный призёр Суперлиги: 2017/2018
- Бронзовый призёр Суперлиги: 2013/2014
- Серебряный призёр Кубка России (3): 2011/2012, 2016/2017, 2020/2021
- Бронзовый призёр Кубка России: 2012/2013, 2019/2020

### Как ассистент главного тренера
- Чемпион Суперлиги: 2023/2024